# Canadian International 2010
Die Canadian International 2010 im Badminton fanden vom 27. April bis zum 1. Mai 2010 in Montreal statt.

## Sieger und Platzierte
| Disziplin    | Gold                          | Silber                      | Bronze                           |
| ------------ | ----------------------------- | --------------------------- | -------------------------------- |
| Herreneinzel | Kęstutis Navickas             | Brice Leverdez              | David Snider                     |
| Herreneinzel | Kęstutis Navickas             | Brice Leverdez              | Stephan Wojcikiewicz             |
| Dameneinzel  | Hitomi Oka                    | Michelle Li                 | Charmaine Reid                   |
| Dameneinzel  | Hitomi Oka                    | Michelle Li                 | Kana Ito                         |
| Herrendoppel | Ruud Bosch Koen Ridder        | Phillip Chew Halim Haryanto | Adrian Liu Derrick Ng            |
| Herrendoppel | Ruud Bosch Koen Ridder        | Phillip Chew Halim Haryanto | Maxime Belanger Francois Bourret |
| Damendoppel  | Nicole Grether Charmaine Reid | Huang Ruilin Lim Yee Theng  | Kana Ito Hitomi Oka              |
| Damendoppel  | Nicole Grether Charmaine Reid | Huang Ruilin Lim Yee Theng  | Cristina Aicardi Claudia Rivero  |
| Mixed        | Toby Ng Grace Gao             | Derrick Ng Jiang Xuelian    | Kevin Li Alexandra Bruce         |
| Mixed        | Toby Ng Grace Gao             | Derrick Ng Jiang Xuelian    | Jon Vandervet Milaine Cloutier   |